# ゴエンシャリ村
ゴエンシャリ村（ゾンカ語：དགོམ་ཤ་རི་）は、プナカ県にあるゲオクの一つ。ゴエンシャリ村はプナカ県で最も遠いゲオクの一つである。寒い冬と湿気の多い夏で構成されている亜熱帯地域に属する。この村は90%が森林で覆われており、そのほとんどがジグメ・ドルジ国立公園に含まれている。